# Владимир Комаров
Владимир Михајлович Комаров (рус. Влади́мир Миха́йлович Комаро́в; Москва, 16. март 1927 — Оренбуршка област, 24. април 1967) је био совјетски пробни пилот, ваздухопловни инжењер и космонаут. У октобру 1964. је командовао Восходом 1, првом свемирском летелицом која је носила више од једног члана посаде. Постао је први космонаут који је два пута летео у свемир када је одабран да буде једини пилот Сојуза 1, у његовом првом лету са посадом. Отказ падобрана је довео до тога да његова капсула сруши на земљу након уласка у Земљину атмосферу 24. априла 1967., што га је учинило првом особом која је погинула у свемирском лету.
Комаров је био један од најискуснијих и најквалификованијих кандидата примљених у први тим космонаута одабраних 1960. Два пута је проглашен медицински неспремним за тренинге или лет у свемиру док је био у совјетском свемирском програму, али су његова упорност, врхунске вештине и инжењерско знање му омогућили да и даље има активну улогу. Током свог боравка у центру за обуку космонаута, допринео је пројектовању свемирских летелица, обуци космонаута и односима са јавношћу.

## Поштанске марке
- 1964
- 1964